# Spring Breakdown
Spring Breakdown è un film del 2009 diretto e scritto da Ryan Shiraki con protagoniste Amy Poehler, Parker Posey, Rachel Dratch e Amber Tamblyn.

## Trama
Gayle, Becky e Judi sono tre amiche più che trentenni che hanno sempre sognato di diventare vip, belle e corteggiate dagli uomini, ma di fatto non hanno mai smesso di essere buffe e un po' nerd. Così quando Becky deve accompagnare Ashley, la figlia del suo capo, al ballo di primavera del college a South Padre Island, le tre amiche decidono di dare una svolta alle proprie vite e colgono l'occasione per gettarsi nella mischia.